# Кобылино (Первомайский район)
Кобылино — деревня в Первомайском районе Ярославской области, входит в состав Кукобойского сельского поселения, относится к Урицкому сельскому округу.

## География
Расположено в 3 км на север от села Николо-Ухтома, в 37 км на запад от центра поселения села Кукобой и в 68 км на северо-запад от райцентра посёлка Пречистое. 

## История
В конце XIX — начале XX века деревня являлась центром Тарасовской волости Пошехонского уезда Ярославской губернии.
С 1929 года деревня входила в состав Урицкого сельсовета Первомайского района, с 2005 года — в составе Кукобойского сельского поселения.

## Население
| 1859 | 1914 | 2002 | 2007 | 2010 |
| ---- | ---- | ---- | ---- | ---- |
| 125  | ↗156 | ↘17  | ↘12  | ↘9   |